# GAIL
GAIL (India) Limited (хинди गेल (इंडिया)) — крупнейшая газовая компания Индии. Занимается всеми аспектами газового бизнеса: разведкой, добычей, транспортировкой, переработкой, генерацией электроэнергии с использованием газа как топлива и продажей готовой продукции. В собственности компании находятся 6700 км газопроводов общей пропускной способностью 54 млрд м³ в год, 7 заводов СУГ общей мощностью 1,2 млн т в год, газохимический комплекс в городе Пата (штат Уттар-Прадеш), 1922 км газопроводов СУГ.
В рейтинге Forbes 2000 занимает 1037-е место.

## История
Ранее компания была известна под именем Gas Authority of India Ltd. Была учреждена правительством Индии в августе 1984 года для создания газовой инфраструктуры страны.